# Giải quần vợt Wimbledon 2022 - Đôi nam xe lăn
Alfie Hewett và Gordon Reid là đương kim vô địch, nhưng thua trong trận chung kết trước Gustavo Fernandez và Shingo Kunieda, 3–6, 1–6. Chức vô địch của Fernandez và Kunieda đã kết thúc chuỗi 10 danh hiệu Grand Slam liên tiếp của Hewett và Reid.

## Hạt giống
1. Alfie Hewett /  Gordon Reid (Chung kết)
2. Gustavo Fernández /  Shingo Kunieda (Vô địch)

## Kết quả

### Từ viết tắt
| - Q = Vòng loại - WC = Đặc cách - LL = Thua cuộc may mắn - Alt = Thay thế - SE = Miễn đặc biệt | - PR = Bảo toàn thứ hạng - w/o = Thắng nhờ đối thủ rút lui trước trận đấu - r = Bỏ cuộc giữa trận đấu - d = Bị xử thua - SR = Xếp hạng đặc biệt |

### Chung kết
|  | Bán kết | Bán kết                          | Bán kết | Bán kết                          | Bán kết |   |                          | Chung kết | Chung kết | Chung kết | Chung kết | Chung kết |  |
|  |         |                                  |         |                                  |         |   |                          |           |           |           |           |           |  |
|  | 1       | Alfie Hewett Gordon Reid         | 6       | 1                                | 710     |   |                          |           |           |           |           |           |  |
|  | 1       | Alfie Hewett Gordon Reid         | 6       | 1                                | 710     |   |                          |           |           |           |           |           |  |
|  |         | Tom Egberink Joachim Gérard      | 3       | 6                                | 67      |   |                          |           |           |           |           |           |  |
|  |         | Tom Egberink Joachim Gérard      | 3       | 6                                | 67      | 1 | Alfie Hewett Gordon Reid | 3         | 1         |           |           |           |  |
|  |         |                                  |         |                                  |         | 1 | Alfie Hewett Gordon Reid | 3         | 1         |           |           |           |  |
|  |         |                                  | 2       | Gustavo Fernández Shingo Kunieda | 6       | 6 |                          |           |           |           |           |           |  |
|  |         | Tokito Oda Nicolas Peifer        | 2       | Gustavo Fernández Shingo Kunieda | 6       | 6 | 4                        | 2         |           |           |           |           |  |
|  |         |                                  |         |                                  |         |   |                          | 2         |           |           |           |           |  |
|  | 2       | Gustavo Fernández Shingo Kunieda | 6       | 6                                |         |   |                          |           |           |           |           |           |  |